# U-379
| U-379                      | U-379                                                          | U-379                                                          |
| -------------------------- | -------------------------------------------------------------- | -------------------------------------------------------------- |
|                            |                                                                |                                                                |
|                            |                                                                |                                                                |
|                            |                                                                |                                                                |
| Під прапором               | Третій рейх                                                    | Третій рейх                                                    |
| Спуск на воду              | 15 жовтня 1941 року                                            | 15 жовтня 1941 року                                            |
| Виведений зі складу флоту  | 8 серпня 1942 року                                             | 8 серпня 1942 року                                             |
| Сучасний статус            | затоплений                                                     | затоплений                                                     |
| Проєкт                     |                                                                |                                                                |
| Тип ПЧ                     | Торпедний ДПЧ                                                  | Торпедний ДПЧ                                                  |
| Основні характеристики     |                                                                |                                                                |
| Швидкість (надводна)       | 17,7 вузлів                                                    | 17,7 вузлів                                                    |
| Швидкість (підводна)       | 7,6 вузлів                                                     | 7,6 вузлів                                                     |
| Робоча глибина занурення   | 100 м                                                          | 100 м                                                          |
| Гранична глибина занурення | 220 м                                                          | 220 м                                                          |
| Екіпаж                     | 52 особи                                                       | 52 особи                                                       |
| Розміри                    |                                                                |                                                                |
| Довжина найбільша (по КВЛ) | 67,1 м                                                         | 67,1 м                                                         |
| Ширина корпусу найб.       | 6,2 м                                                          | 6,2 м                                                          |
| Висота                     | 9,6 м                                                          | 9,6 м                                                          |
| Середня осадка (по КВЛ)    | 4,70 м                                                         | 4,70 м                                                         |
| Водотоннажність надводна   | 769 т                                                          | 769 т                                                          |
| Озброєння                  |                                                                |                                                                |
| Артилерія                  | одна палубна гармата калібру 88-мм, одна 20-мм зенітна гармата | одна палубна гармата калібру 88-мм, одна 20-мм зенітна гармата |
| Торпедно- мінне озброєння  | 4 носових і один кормовий ТА. 14 торпед або 26 мін             | 4 носових і один кормовий ТА. 14 торпед або 26 мін             |

U-379 — німецький підводний човен типу VIIC, часів Другої світової війни.

## Історія
Замовлення на будівництво човна було віддане 16 жовтня 1939 року. Човен був закладений на верфі суднобудівної компанії «Howaldtswerke AG» у Кілі 27 травня 1940 року під заводським номером 10, спущений на воду 15 жовтня 1941 року, 29 листопада 1941 рокуувійшов до складу 8-ї флотилії. Також за час служби входив до складу 1-ї флотилії. Єдиним командиром човна був корветтен-капітан Пауль-Гуго Кеттнер.
Човен зробив 1 бойовий похід, у якому потопив 2 судна (загальна водотоннажність 8 904 брт).
Потоплений 8 серпня 1942 року у Північній Атлантиці південно-східніше мису Фарвель (57°11′ пн. ш. 30°57′ зх. д. / 57.183° пн. ш. 30.950° зх. д.) глибинними бомбами та тараном британського корвета «Дайнтус». 40 членів екіпажу загинули, 5 врятовані.

## Потоплені та пошкоджені кораблі[3]
| Назва    | Тип           | Належність      | Дата          | Тоннаж (БРТ) | Вантаж                                | Статус    | Місце                                                       |
| Anneberg | торгове судно | Велика Британія | 8 серпня 1942 | 2 537        | 3 200 т шламу                         | потоплено | 56°30′ пн. ш. 32°14′ зх. д. / 56.500° пн. ш. 32.233° зх. д. |
| Kaimoku  | торгове судно | США             | 8 серпня 1942 | 6 367        | 5 560 т генеральних вантажів та сталі | потоплено | 56°30′ пн. ш. 32°14′ зх. д. / 56.500° пн. ш. 32.233° зх. д. |